# Impatiens mengtszeana
Impatiens mengtszeana är en balsaminväxtart som beskrevs av Hook.f. Impatiens mengtszeana ingår i släktet balsaminer, och familjen balsaminväxter. Inga underarter finns listade i Catalogue of Life.